# Niko Gießelmann
Niko Gießelmann (sinh ngày 26 tháng 9 năm 1991) là một cầu thủ bóng đá người Đức thi đấu ở vị trí hậu vệ cho câu lạc bộ Union Berlin tại Bundesliga.